# Acurenam
Acurenam är en ort i Ekvatorialguinea.   Den ligger i provinsen Provincia de Centro Sur, i den södra delen av landet, 400 km sydost om huvudstaden Malabo. Acurenam ligger 661 meter över havet och antalet invånare är 2 736.
Terrängen runt Acurenam är platt. Runt Acurenam är det mycket glesbefolkat, med 3 invånare per kvadratkilometer. Det finns inga andra samhällen i närheten. I omgivningarna runt Acurenam växer i huvudsak städsegrön lövskog.